# Epiklese
Epiklese (von altgriechisch ἐπικαλέω epikaléō, kontrahiert ἐπικαλῶ epikalṓ ‚ich rufe an, rufe herbei‘) bedeutet zunächst allgemein seit der Antike die Anrufung eines oder mehrerer Götter und ist solchermaßen wichtiger Bestandteil jedes Gebetes.

## Antike
Für den Zeitraum der Antike bezeichnet der Begriff Epiklese (fachsprachlich meist Epiklesis) den Beinamen oder Kultnamen einer Gottheit, durch den besondere Eigenschaften oder Aspekte der Gottheit angerufen wurden. Diese Eigenschaften konnten z. B. in lokalen Besonderheiten, mythologischen Verbindungen, kultischen Aspekten bestehen. So wurden Zeus und Hephaistos am Ätna als Aitnaios verehrt. Lagen Kultstätten auf Bergen, trugen die Gottheiten oft die Epiklese Akraia. Die Übertragung von Aspekten einer ursprünglich lokalen Gottheit auf einen der olympischen Götter konnte sich in der Epiklese ebenfalls niederschlagen, wie dies für die Beinamen Orthia und Henioche wahrscheinlich ist. Apollon als „Mäusevertilger“ wurde unter dem Namen Smintheus verehrt, als Helfer bei Seuchen war er Epikurios. Unter zahlreichen Namen wurde Athena angerufen, etwa als Ergane in ihrer Eigenschaft als Schutzgöttin des Handwerks.
All diese Epiklesen individualisierten die abstrakte Gottheit, die so für den einzelnen in konkreten Lebenssituationen erlebbar wurde: als Übelbringer, als Übelvertreiber, als Gottheit eines Ortes. Übergeordnet konnte so die besondere Situation in einer Stadt, einer Landschaft oder einem der griechischen Stämme ausgedrückt werden. Als man 371 v. Chr. die Stadt Megalopolis als Zentrum des Arkadischen Bundes gründete, übertrug man beispielsweise auch die wichtigsten Kulte der Bundesgenossen in die neue Stadt, unter anderem den Kult des Zeus Lykaios, dessen Hauptheiligtum sich auf dem arkadischen Berg Lykaion befand. Auf diese Weise schuf man die Voraussetzung für den religiösen Zusammenhalt des Bundes.

## Christentum
Als Begriff der christlichen Theologie bezeichnet Epiklese die Anrufung Gottes, im Besonderen die Herabrufung des Heiligen Geistes. Eine solche erfolgt bei den Feiern von Taufe und Abendmahl, aber auch bei der Ordination bzw. Weihe.
Bei der Eucharistiefeier gibt es ein Kerngebet („Hochgebet“), das in sich wieder anamnetisch-epikletisch aufgebaut ist, sich also preisend und bittend an Gott als den gestern, heute und morgen Handelnden wendet. Epiklese bezeichnet hier die Herabrufung des Heiligen Geistes auf die Gaben Brot und Wein (sog. Wandlungs- oder Konsekrationsepiklese) und/oder auf die Empfänger der eucharistischen Speisen (sogenannte „Kommunionepiklese“).
Hinsichtlich der Bewertung dieser eucharistischen Epiklese gibt es einen historischen, heute aber nicht mehr kirchentrennenden Unterschied in ihrer Gestaltung und Bewertung zwischen der Kirche des Abendlandes einerseits und den Kirchen des Ostens andererseits. Historisch gab es einen christlichen Gedanken, der die Idee betonte, dass die gesamte Liturgie notwendig sei, um das Brot und den Wein in die eucharistischen Elemente zu verwandeln (siehe Eucharistie). Dies könnte insbesondere in Ägypten verbreitet gewesen sein.
Einig sind sich alle Kirchen katholischen und lutherischen Typs in Ost und West, dass sich nach der Konsekration der wahre Leib und das wahre Blut Christi auf dem Altar befindet (Realpräsenz) und dass die Heiligung der eucharistischen Speisen durch das Wirken Gottes erfolgt. Theologische Unterschiede bestehen jedoch in der Frage, ob diese „Wandlung“ veranlasst ist durch das Nachsprechen der Herrenworte in persona Christi („Dies ist mein Leib …“) im eucharistischen Hochgebet, wie es die christologisch orientierte römisch-katholische und lutherische Lehre vertritt, oder durch die Herabrufung des Heiligen Geistes, oder beides, oder durch die ganze Feier der Eucharistie, wie es die orthodoxe Kirche in pneumatologischer Akzentuierung und auch die Altkatholische Kirche vertritt.
Gleichzeitig erhebt sich damit die liturgische Frage, wann – wenn überhaupt – im Hochgebet die Epiklese zu sprechen ist, vor oder nach dem sog. Einsetzungsbericht. Während der abendländische Katholizismus die Epiklese im Hochgebet, sofern es, wie heute die Regel, eine solche enthält, nach dem Muster der alexandrinischen Liturgie den Einsetzungsbericht umrahmen lässt (als sog. Wandlungs- und als Kommunion-Epiklese), stellt sie die antiochenischem Brauch folgende orthodoxe und ostkirchlich-katholische Praxis hinter den Einsetzungsbericht und rückt sie spirituell und sakramententheologisch in den Mittelpunkt. So heißt es in der – von Orthodoxen wie Katholiken gebrauchten – Chrysostomos-Liturgie nach den (laut gesungenen) Einsetzungsworten in stillem Gebet: „… und rufen und bitten und flehen zu Dir: sende herab Deinen Heiligen Geist auf uns und die vorliegenden Gaben … und mache dieses Brot zum kostbaren Leib Deines Christus! Das aber in diesem Kelch zum kostbaren Blut Deines Christus! … Verwandelnd durch Deinen Heiligen Geist! Amen, Amen, Amen!“
Der Einsetzungsbericht und die Epiklese sind beide in der Eucharistie ursprünglich und wesentlich Teile eines Gebetes an Gott, nicht etwa Formeln, mit denen der Sprecher die Gaben oder ihre Empfänger anredet. Zu isolierter Betrachtung als Formel ist es erst in der theologischen Reflexion späterer Jahrhunderte gekommen. In der abendländischen Theologie galt dann das Hochgebet nur noch als frommer Rahmen der eigentlich heiligenden Einsetzungsworte Christi. Im Osten wurde seit Johannes Damascenus (8. Jahrhundert) die Bedeutung der Epiklese für die Eucharistie mehr und mehr hervorgehoben, bis schließlich von einigen orthodoxen Theologen im 17. Jahrhundert behauptet wurde, ihr allein komme konsekratorische Kraft zu. Diese Auffassung wird heute allgemein kritisiert, und die verbreitete Auffassung der orthodoxen Theologie geht dahin, dass Wandlungsworte und Anrufung des Heiligen Geistes beide zum Vollzug der Eucharistie nötig sind, und zudem die Wandlung im Kontext der gesamten Liturgie zu sehen ist und nicht vom Menschen willkürlich auf einen bestimmten Zeitpunkt fixiert werden kann. Verstärkt seit dem Zweiten Vatikanischen Konzil nähert sich die römisch-katholische Kirche den Ostkirchen an, indem sie der Epiklese, d. h. der Bitte an Gott um den Heiligen Geist, einen regelmäßigen Platz in den Hochgebeten der Messliturgie zuweist. In den neueren Formularen steht die sog. Wandlungs-Epiklese vor dem Einsetzungsbericht als Bitte um Heiligung der Gaben: „So bitten wir Dich, Vater: der Geist heilige diese Gaben, damit sie uns werden Leib und Blut unseres Herrn Jesus Christus.“ Nach jenem wird in der sog. Kommunion-Epiklese um den fruchtbaren Empfang der eucharistischen Gaben gebetet.
Im Rahmen des katholisch-orthodoxen Dialogs wurde 1982 als gemeinsame Überzeugung beider Kirchen hinsichtlich der eucharistischen Epiklese festgestellt:
„Der Geist verwandelt die geheiligten Gaben in den Leib und das Blut Christi, damit sich das Wachsen des Leibes, der die Kirche ist, vollendet. In diesem Sinn ist die ganze Feier eine Epiklese, die sich aber in bestimmten Augenblicken deutlicher ausdrückt. Die Kirche ist unablässig im Zustand der Epiklese, der Herabrufung des Heiligen Geistes.“
Im Evangelischen Gottesdienstbuch der UEK und der VELKD (2. Auflage 2020) werden gottesdienstliche Vorlagen angeboten, die beide Stellungen ermöglichen. So steht in der Liturgie I (ohne Noten) die Epiklese als „Abendmahlsgebet II“ nach dem Einsetzungsbericht (S. 83), während in der Liturgie I mit Noten die Epiklese als „Abendmahlsgebet I“ vor den Einsetzungsworten steht (S. 115).
In der Selbständigen Evangelisch-Lutherischen Kirche (SELK) erfolgt die Epiklese, hier verstanden als Bitte um den Heiligen Geist, direkt vor den Konsekrationsworten in der sogenannten Abendmahlsform B, wo es heißt: „… In seinem Namen und zu seinem Gedächtnis versammelt, bitten wir dich, Herr: sende herab auf uns den Heiligen Geist, heilige und erneuere uns nach Leib und Seele und gib, dass wir unter diesem Brot und Wein deines Sohnes wahren Leib und Blut im rechten Glauben zu unserem Heil empfangen …“